# Каріне
«Каріне» — радянський кольоровий художній фільм 1967 року, знятий на кіностудії «Вірменфільм».

## Сюжет
Музична кінокомедія за оперетою Тиграна Чухаджяна «Леблебіджі». Про те, як за допомогою хитрощів та інтриг молодий красунчик влаштував своєму другові весілля з коханою дівчиною всупереч волі її батька. Дія фільму відбувається наприкінці XIX століття у вірменському середовищі Константинополя.

## У ролях
- Ашот Каджворян — Ор-ор (дублював Микола Граббе)
- Лідія Арутюнян — Каріне (дублювала Марія Виноградова)
- Арман Котикян — адвокат Сисакян (дублював Сергій Мартінсон)
- Вардуї Вардересян — дружина адвоката (дублювала Ніна Агапова)
- Жирайр Аветісян — Армен (дублював Олег Голубицький)
- Тигран Левонян — Маркар (дублював Артем Карапетян)
- Жан Срапян — Симон (дублював Володимир Ферапонтов)
- Варвара Карапетян — Шушан (дублювала Ніна Крачковська)
- Ерванд Манарян — фотограф (дублював Григорій Шпігель)
- Гурген Ген — пекар-священник (дублював Володимир Балашов)
- Олександр Оганесян — епізод
- Валентин Подпомогов — гравець
- Евеліна Шаїрян — епізод
- Варфоломей Ехшатян — епізод
- Марія Джерпетян — епізод

## Знімальна група
- Режисер — Арман Манарян
- Сценаристи — Левон Карагезян, Арман Манарян
- Оператор — Марат Варжапетян
- Композитори — Тигран Мансурян, Лазар Сарьян
- Художник — Валентин Подпомогов